# Pray (téléfilm)
Pour les articles homonymes, voir Pray (homonymie).
Pour plus de détails, voir Fiche technique et Distribution.
Pray est un téléfilm américain réalisé par Rick Friedberg, diffusé à la télévision en 1980.

## Fiche technique
- Titre original : Pray
- Pays d'origine :  États-Unis
- Année : 1980
- Réalisation : Rick Friedberg
- Scénario : Nick Castle, Dick Chudnow et Rick Friedberg
- Producteur : Rick Friedberg et Tina Stern
- Musique : George S. Clinton
- Langue : anglais
- Format : Couleur
- Genre : Comédie
- Durée : 86 minutes

## Distribution
- Dabney Coleman : Marvin Fleece
- Paul Cooper : Pom
- Rosemary Alexander : Mormon
- Lewis Arquette : Fred Wilson
- Jaime Lyn Bauer : Marie de Nazareth
- Joe Bratcher : Josephe de Nazareth
- Charlie Brill : Dr Ramirez
- Matthew 'Stymie' Beard : Willie Washington, Usher
- Joyce Jameson : Millie Peebles